# Peritectisch systeem
Een peritectisch systeem van meerdere componenten bevat minstens één fase die niet congruent smelt. Het fasediagram van een dergelijk stelsel bevat een peritectisch punt of peritecticum.

## Congruentie

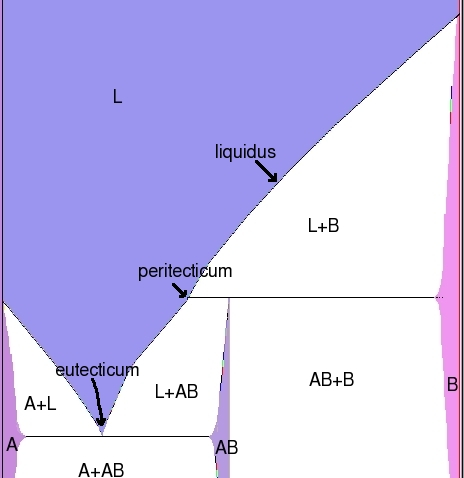
Een binair peritectisch systeem.
Verticaal: temperatuur T.
Horizontaal: molfractie x.

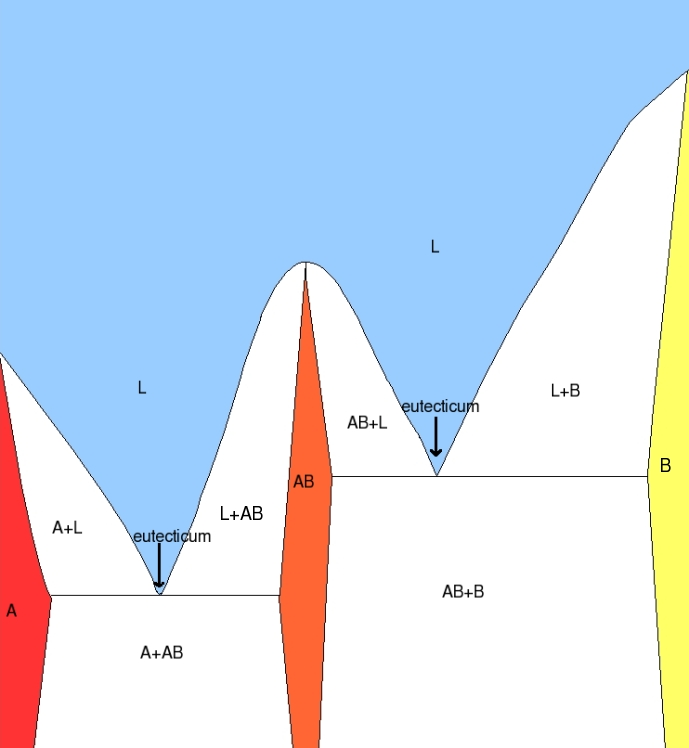
een binair systeem met een verbinding en twee eutectica

Onder congruentie verstaat men in de faseleer dat er bij een overgangsfase, bijvoorbeeld bij smelten, de fasen die met elkaar in evenwicht zijn dezelfde samenstelling hebben. Een fase die peritectisch smelt doet dat incongruent, de stof ondergaat in zekere zin ontleding: bij het smeltpunt ontstaat in de regel een vaste en een vloeibare fase die allebei een andere samenstelling hebben dan de oorspronkelijke stof.
Bijvoorbeeld (zie figuur) in een binair stelsel (componenten A en B) met een enkele verbinding AB met molfractie x=0,5 is het mogelijk dat de verbinding AB smelt naar een vloeistof L met x= 0,4 plus min of meer puur B als vaste stof. In het diagram is dat weergegeven door een horizontale lijn, peritectische isotherm. Het peritectische punt is het punt van de peritectische isotherm net boven het AB-fasegebied waar er 3 fasen bestaan samen bestaan: B, AB en L. (Zoals op de figuur aangeduid wordt.) Boven de peritectische lijn is in het wit een tweefasegebied aangegeven. Bij stijgende temperatuur wordt dat gebied steeds smaller. Dit houdt in dat het vaste B weer geleidelijk oplost in de smelt L tot er bij de liquidus temperatuur alleen nog een smeltfase L is (aangegeven in blauw) die weer 50-50 uit A en B bestaat.

## Verband meteutectica
Men kan ook een peritecticum zien als een aan de samenstelling van de verbinding voorbij verschoven eutecticum. Bijvoorbeeld in een binair stelsel (componenten A en B) met een enkele verbinding AB zijn er in de regel twee eutectica, één tussen A en AB en een tweede tussen AB en B. Wanneer AB echter peritectisch ontleedt naar B+vloeistof liggen het eutecticum en het peritecticum beide tussen A en AB. Het peritecticum ligt dus in zekere zin aan de verkeerde kant.

## Het kristallisatieprobleem
Het incongruente gedrag van de AB fase heeft vooral gevolgen wanneer men vanuit de AB smelt de vaste stof AB wil laten kristalliseren. Bij afkoelen kristalliseert namelijk eerst B uit en de smelt L wordt daardoor verarmd in component B tot de samenstelling x=0,4 bereikt is. Dan zou in principe uit de twee aanwezige (B+L) fasen zich één vaste AB fase moeten vormen. Dit vereist echter diffusie en het proces blijft vaak geheel of gedeeltelijk achterwege als de afkoeling te snel gaat. Uiteindelijk ontstaat er dan een mengsel van vast AB, B en zelfs A. Peritectische materialen zijn daarom moeilijk uit hun smelt te kristalliseren.